# Cyanophlebia
Cyanophlebia là một chi bướm đêm thuộc họ Sesiidae.

## Các loài
- Cyanophlebia mandarina  Arita & Gorbunov, 2001